# Жидомиров, Георгий Михайлович
Гео́ргий Миха́йлович Жидоми́ров (11 июля 1933, Иваново — 31 июля 2019) — советский и российский учёный в области теоретической спектроскопии и квантовой химии, доктор физико-математических наук (1977), профессор (1986), заслуженный деятель науки РФ (1999).

## Биография
Окончил в 1958 году  Московский инженерно-физический институт (с 2009 года — Национальный исследовательский ядерный университет «МИФИ»).
В 1960—1968 годах — младший научный сотрудник Института химической кинетики и горения Сибирского отделения АН СССР (Новосибирск). В 1968—1982 годах — старший научный сотрудник Института органической химии АН СССР.
С 1982 года в Институте катализа Сибирского отделения АН СССР (РАН) (Новосибирск) — заведующий лабораторией квантовой химии (1982—2003), с 2003 года — главный научный сотрудник.
С мая 2007 года по совместительству работал в Московском государственном университете (Лаборатория химической кинетики).
Доктор физико-математических наук (1977), тема диссертации «Квантово-механические расчеты магнитно-резонансных параметров», профессор (1986).
Научные интересы: теоретическая спектроскопия (магнитный резонанс, колебательная спектроскопия, рентгеновская спектроскопия и т. д.) и квантовая химия, преимущественно в приложении к теории гетерогенного и металлокомплексного катализа и теории поверхности твёрдых тел.
Основатель научной школы «Развитие теории гетерогенного катализа и спектроскопии поверхности». Автор и соавтор более 400 статей в научных журналах, 32 обзоров и 5 монографий, одна из которых переведена на английский язык. Среди учеников 5 докторов наук (в том числе Зильберберг Игорь Леонидович, Плахутин Борис Николаевич) и 27 кандидатов наук.
Заслуженный деятель науки Российской Федерации (1999).
Несмотря на серьезные проблемы со здоровьем, работал до последних дней. Умер 31 июля 2019 года.
Семья: жена, двое детей.

## Монографии
- Г. М. Жидомиров, Я. С. Лебедев, С. Н. Добряков, Н. Я. Штейншнейдер, А. К. Чирков, В. А. Губанов. «Интерпретация сложных спектров ЭПР.» Москва, Наука, 1975, 215 стр. Перевод: G.M.Zhidomirov, Ya.S.Lebedev, S.N.Dobryakov, N.Ya.Shteinshneider, A.K.Chirkov, V.A.Gubanov. «Interpretation of complex ESR spectra.», Oxonian Press PVT.LTD, New Delhi, Calcutta, 1985, 249pp.
- Г. М. Жидомиров, П. В. Счастнев, Н. Д. Чувылкин. «Квантовохимические расчеты магнитно-резонансных параметров. Свободные радикалы.» Новосибирск, Наука, 1978 г., 367 стр.
- Г. М. Жидомиров, А. А. Багатурьянц, И. А. Абронин. «Прикладная квантовая химия. Расчеты реакционной способности и механизмов химических реакций.» Москва, Химия, 1979 г., 295 стр.
- В. Н. Пармон, А. И. Кокорин, Г. М. Жидомиров. «Стабильные бирадикалы.» Москва, Наука, 1980 г., 240 стр.
- Г. М. Жидомиров, И. Д. Михейкин. «Кластерное приближение в квантовохимических исследованиях хемосорбции и поверхностных структур.». Строение молекул и химическая связь. (Итоги науки и техники, ВИНИТИ АН СССР), 1984 г., т.9, 161 стр.